# Нурклычев, Ниязклыч Нурклычевич
Ниязклыч Нурклычевич Нурклычев (туркм. Niýazgylyç Nurgylyjow) — туркменский государственный деятель, дипломат.

## Биография
Родился в 1947 году в Ашхабаде.
Получил два высших образования: в 1970 году окончил Туркменский политехнический институт и в 1982 — заочно окончил ташкентскую Высшую партийную школу.
Свою трудовую деятельность начал в 1964 году, устроившись работать продавцом в Ашхабадский районный союз потребительских обществ. Далее работал инструктором ЦК Ленинского коммунистического союза молодёжи Туркменской ССР, инструктором-контролером, заместителем заведующего отделом торговли и бытового обслуживания, заместителем управляющего делами ЦК КП Туркменской ССР. В 1986 году занял должность председателя правления Союза потребительских обществ Туркменской ССР, в 1991 году — должность председателя Комитета по координации торговли, потребительского рынка и продовольствия при Президентском совете Туркменистана.
В 1992 году — заместитель Председателя Кабинета министров Туркменистана.
04.09.1992 — 22.11.1996 — Чрезвычайный и Полномочный Посол Туркменистана в России.
10.02.1997 — 29.11.2004 — Чрезвычайный и Полномочный Посол Туркменистана в Бельгии. Одновременно возглавлял Миссию Туркменистана в Европейской Комиссии.
29 ноября 2004 года освобождён от должности, лишён дипломатического ранга Чрезвычайного и Полномочного Посла, а также всех государственных наград «за серьёзные недостатки, допущенные в работе».

## После отставки
Узнав о предстоящей отставке, покинул Брюссель, после чего обратился к правительству одного из европейских государств с просьбой о предоставлении политического убежища. Однако через несколько дней вернулся в Туркмению, где был арестован. Содержался под домашним арестом, имущество было конфисковано. Впоследствии был выслан из Ашхабада в Геоктепинский этрап Ахалского велаята под надзор правоохранительных органов.

## Семья
- Жена — Фатима Абукова, доктор искусстоведения, профессор Туркменской национальной консерватории.
  - Сын — Мурад